# Gorenja Stara vas
Gorenja Stara vas je naselje v Občini Šentjernej.